# Lago Toplitz

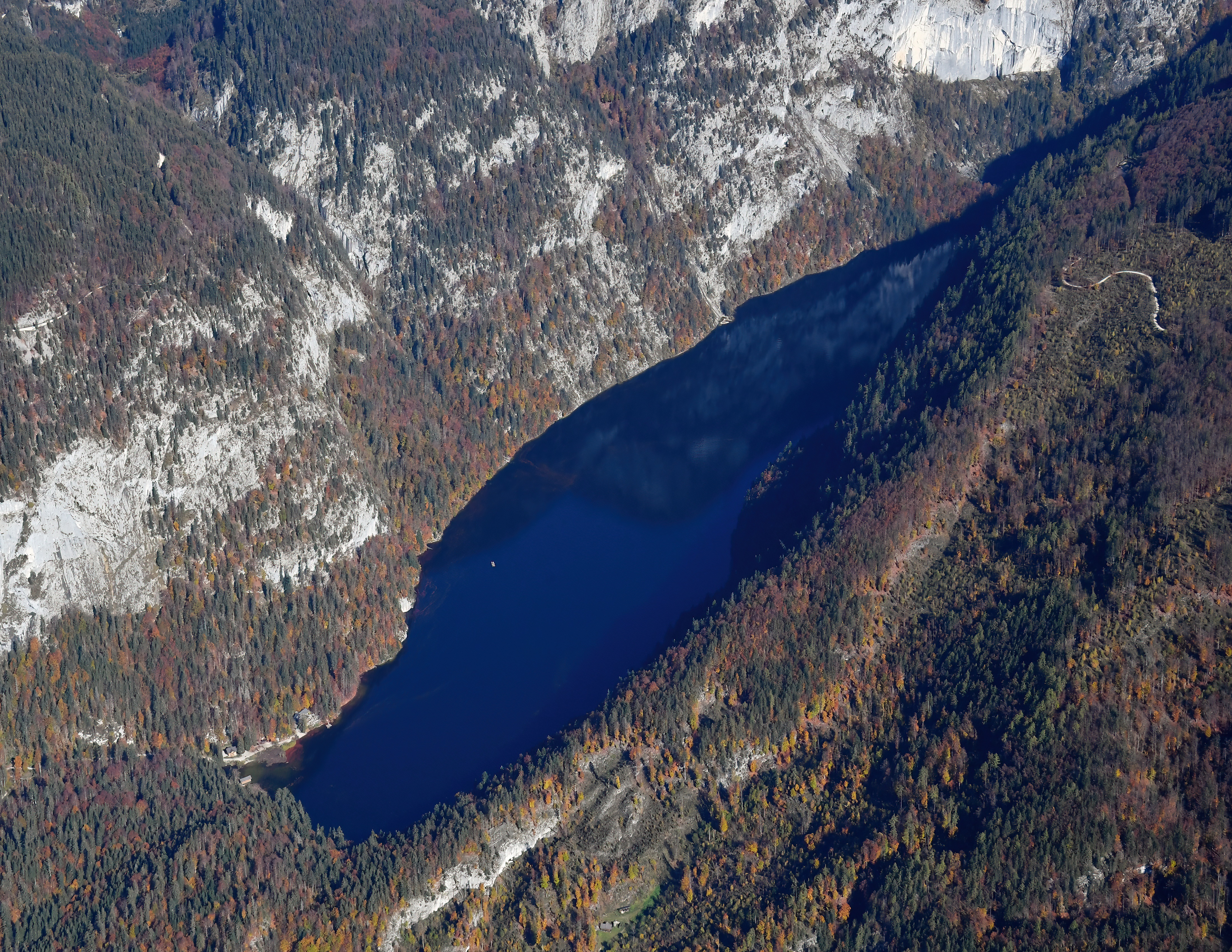
Lago Toplitz

El lago Toplitz (alemán: Toplitzsee) es un lago situado en una densa zona boscosa de montaña en los Alpes austriacos, a 98 km (60,9 mi) km de Salzburgo en Austria Occidental. 

## Características hidrográficas
El lago Toplitz es producto del último periodo glacial que afectó Europa.
Está rodeado por acantilados y bosques en el distrito de Salzkammergut en las Totes Gebirge (Montañas Muertas). 
El agua de este lago no contiene oxígeno disuelto por debajo de los 20 m. Los peces sólo pueden sobrevivir en los primeros 18 m, pues por debajo de los 20 m es salobre, a pesar de que algunas bacterias y gusanos han sido encontrados por debajo de esa cota, al poder sobrevivir en ambiente anoxico.

## Historia
El lago Toplitz está históricamente relacionado con el periodo de la Alemania nazi.
Durante 1943–44, la orilla de Lago Toplitz sirvió como estación de pruebas navales Nazi. Utilizando diafragmas cobrizos, científicos experimentaron con explosivos diferentes, detonando cargas de hasta 4,000 kg contra varias profundidades. También se lanzaban torpedos desde una plataforma de lanzamiento en el lago a las montañas Tote, produciendo vastas cavidades en las paredes del cañón. 
Millones de libras esterlinas falsificadas (por valor de más de£100 millones), fueron producidas en el campo de concentración de Sachsenhausen, en el marco de la Operación Bernhard. El avance del ejército soviético motivó el traslado de sus planchas y troqueles, así como los trabajadores asignados a esa tarea, a diversas cuevas en la orilla del lago; todo el material fue lanzado al lago al término de la guerra, aunque no está claro si también algunos fardos de billetes acabaron en el fondo, aunque la mayoría fueron cargados en camiones y posteriormente interceptados por los aliados; la Operación Bernhard nunca fue plenamente implementada, aunque se detectaron diversos billetes en Gran Bretaña, que obligaron a una nueva emisión de libras de nuevo diseño. 
Hay especulaciones sobre otros objetos de valor que podrían ser recuperados del fondo del lago; pero su recuperación es inviable debido a la cantidad de troncos hundidos que alcanzan el nivel medio de las aguas desde las profundidades del lago, haciendo el buceo más allá peligroso o imposible. Gerhard Zauner, uno de los buzos en la expedición de 1959, informó de una aeronave hundida bajo esta capa.
El área es accesible sólo a pie por un camino de 1,6 km,  puesto que el K-Mautner-Weg es una carretera privada que sirve el restaurante de la Cabaña del Pescador en el lado occidental.

## El lago Toplitz en la ficción
El lago es mencionado en una escena de la película de James Bond Goldfinger, donde Bond recibe un lingote de oro que utiliza para tentar a Auric Goldfinger; el lingote formaría parte del tesoro Nazi recuperado del lago.
En la serie de televisión de 1981 Private Schulz , el lago Toplitz sirve de ubicación donde se estamparon 50 millones de libras esterlinas, que están siendo puestas en circulación por los nazis. La filmación de la escena en cuestión tuvo lugar en un embalse en el sur de Gales.
La novela  The Salzburg Connection, de Helen MacInnes implica el oro Nazi encontrado en un lago, en circunstancias similares al Lago Toplitz (Finstersee), que también es mencionado en el libro.
También este misterio es citado en la novela El Oro de Mefisto, del escritor Eric Frattini y editada por Editorial Espasa Calpe.